# William Jones (veslač)
William Jones (? -  Departman Florida, 7. kolovoza 2014.) umirovljeni je urugvajski veslač, športski djelatnik i učitelj.
Zajedno je s Juanom Rodríguezom u dvojcu na pariće osvojio brončano odličje na Olimpijskim igrama 1948. u Londonu.
Veslao je u Veslačkom klubu Paysandú, u kojem se i pripremao za Olimpijske igre i ostale regate na kojima je sudjelovao.
Umro je u 7. kolovoza 2014. u 89. godini života, u snu tijekom odmora u departmanu Floridi.